# Pteroplatus rostainei
Pteroplatus rostainei är en skalbaggsart som beskrevs av Jean Baptiste Lucien Buquet 1840. Pteroplatus rostainei ingår i släktet Pteroplatus och familjen långhorningar. Inga underarter finns listade i Catalogue of Life.